# Phrissoma reichei
Phrissoma reichei là một loài bọ cánh cứng trong họ Cerambycidae.